# نهائي كوبا ليبرتادوريس 1987
نهائي كأس ليبرتادوريس 1987 هو النهائي الثامن والعشرون من بطولة كأس ليبرتادوريس لتحديد بطل كأس ليبرتادوريس عام 1987 . وخاضها نادي بينارول الأوروغوياني وأمريكا دي كالي . أقيمت مباراة الذهاب يوم 21 أكتوبر على ملعب أوليمبيكو باسكوال غيريرو في كالي ، بينما أقيمت مباراة الإياب يوم 28 أكتوبر على ملعب سينتيناريو في مونتيفيديو .
مع فوز كلا الفريقين في مباراة واحدة ، كان لا بد من لعب مباراة فاصلة في ملعب ناسيونال في سانتياغو ، تشيلي . تُوج بينارول بطلاً هناك بعد فوزه على أمريكا دي كالي 1-0 في نهاية الوقت الإضافي ،  محققًا فوزه الخامس بكأس ليبرتادوريس 

## الفرق المتأهلة
| فريق           | مشاركات سابقة (الخط الغليظ يشير إلى فوز)                |
| -------------- | ------------------------------------------------------- |
| أمريكا دي كالي | 2 (1985 ، 1986)                                         |
| بينارول        | 8 ( 1960 ، 1961 ، 1962، 1966 ، 1965، 1970، 1982 ، 1983) |